# Rosengart
Pour les articles homonymes, voir Aemilian Rosengart et Lucien Rosengart.
Rosengart est une marque automobile française créée par Lucien Rosengart. Elle a produit des voitures particulières de 1928 à 1955.

## Historique
L'entreprise, créée en 1905, fut d'abord spécialisée dans la petite mécanique et l'éclairage pour cycles, canots à moteur et automobiles. Très ingénieux, Rosengart invente le baby-foot et dépose 186 brevets, dont un lié au lancement des obus. En 1914, il met au point une fusée lance-obus qui, commandée par l’État, lui permet de construire d'importantes usines à Paris et Saint-Brieuc. Il s'associe avec Citroën et ses usines sortiront jusqu'à cent mille fusées par jour.

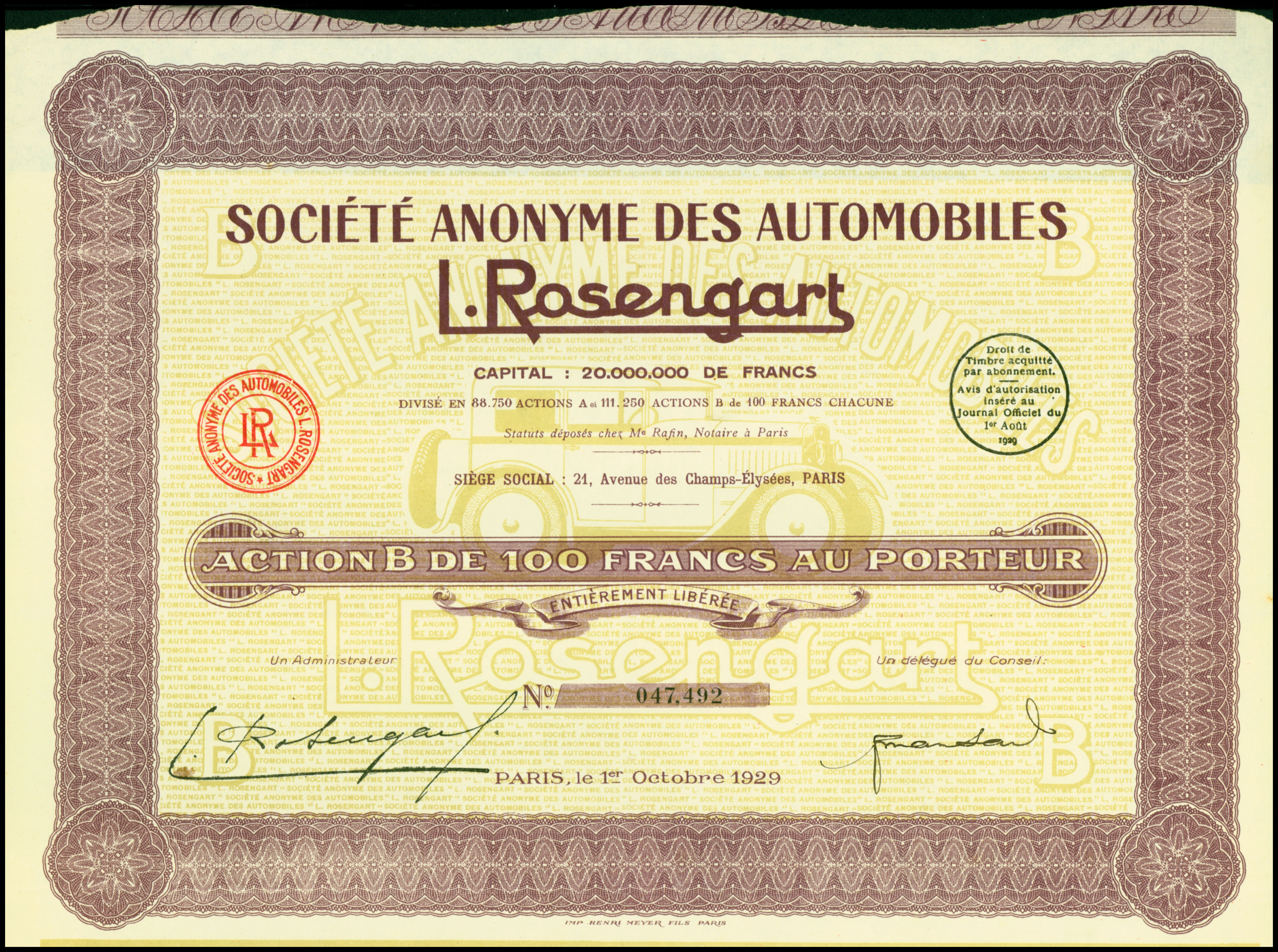
Action de la S.A. des Automobiles L. Rosengart en date du 1 octobre 1929.

En 1927, avec l'ingénieur Jules Salomon, il décide de se lancer dans la construction automobile. Pour cela, il achète la licence de l'Austin Seven anglaise de 1923 (de la même manière, en Allemagne, BMW produit sous licence la Dixi). C'est fin 1928, qu'il présente son premier modèle, la Rosengart LR2, qui en est la copie.
Par une promotion habile, la LR2, que l'on pourrait qualifier de voiturette, eut autant de succès que sa sœur anglaise plusieurs années auparavant.
Conduite par François Lecot, un véhicule de série parcourt quotidiennement 900 km durant plus de trois mois et demi, soit 100 000 km, sans incident majeur. Dans le même temps, la LR2 se classe 80 fois première dans les 81 épreuves sportives auxquelles elle participe.
Dès 1931, sous le nom de « LR4 », des modifications la différencièrent de l'anglaise ; sa robustesse fut démontrée par plusieurs raids de longue distance. Ce modèle durera jusque dans les années 1950 en conservant toujours l'empattement court de 2,20 m.

## Modèles produits

### Liste

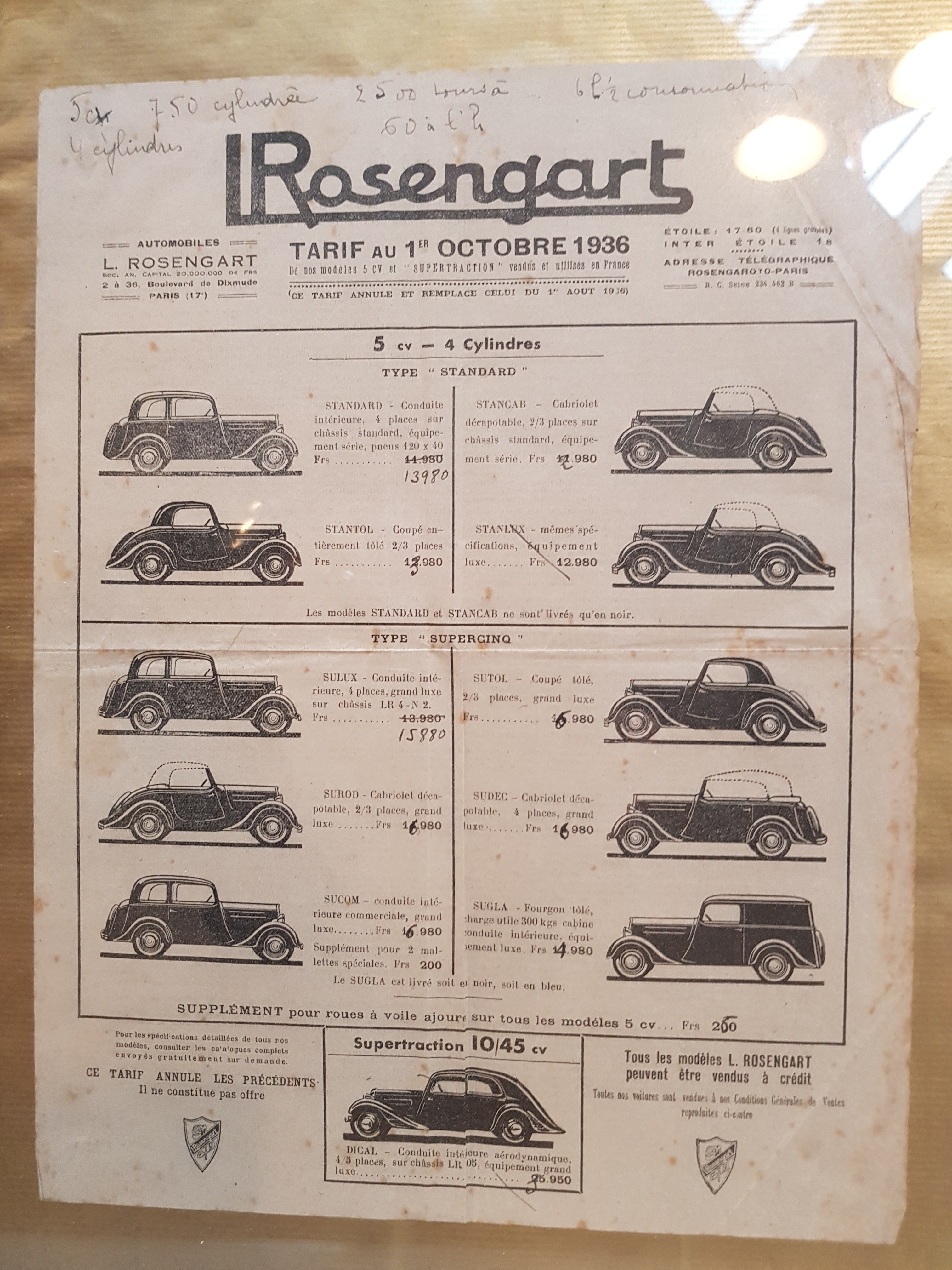
Modèles en vente en 1936.

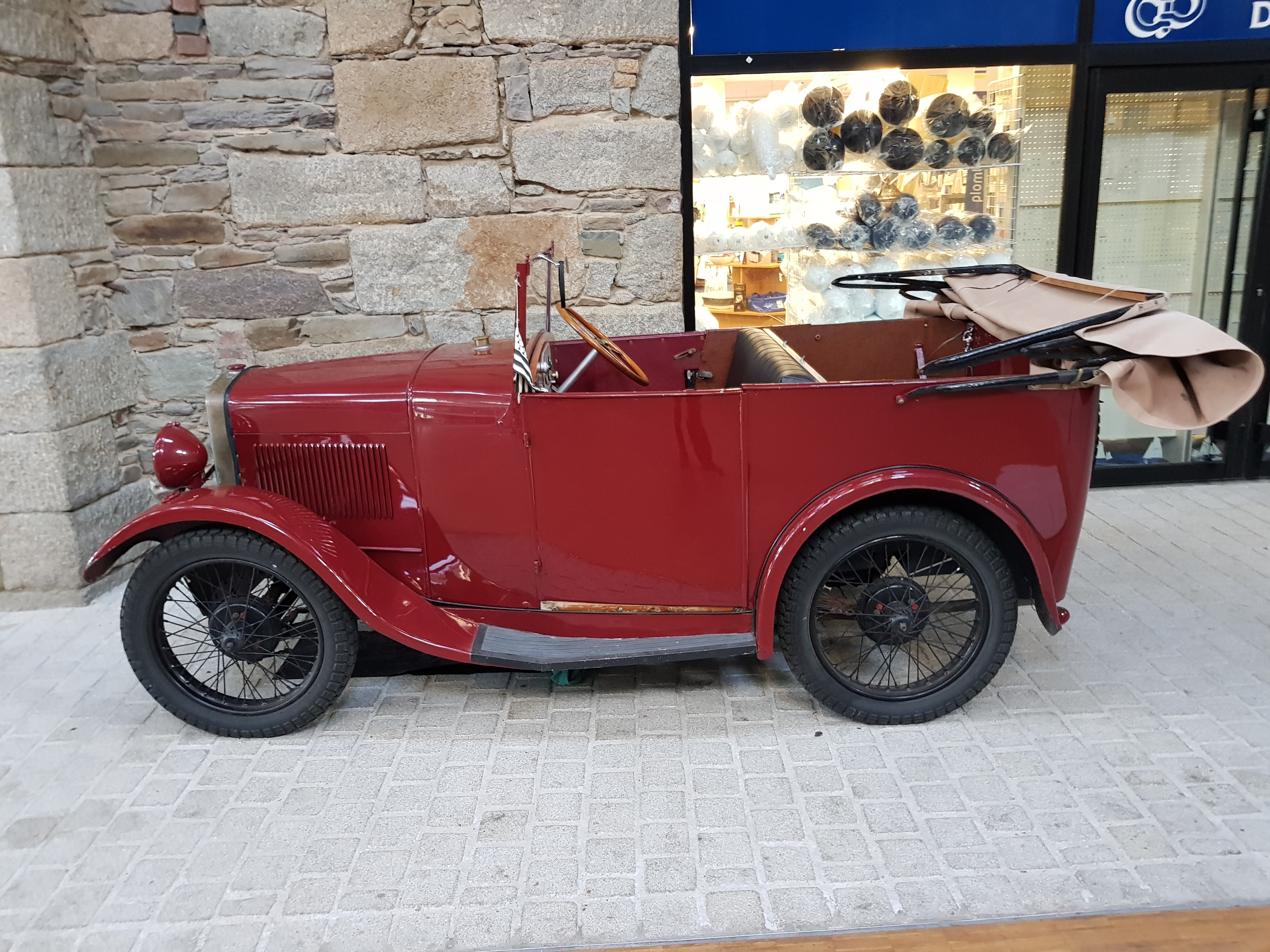
Rosengart cabriolet, dans les locaux de l'ancienne usine de Saint-Brieuc.

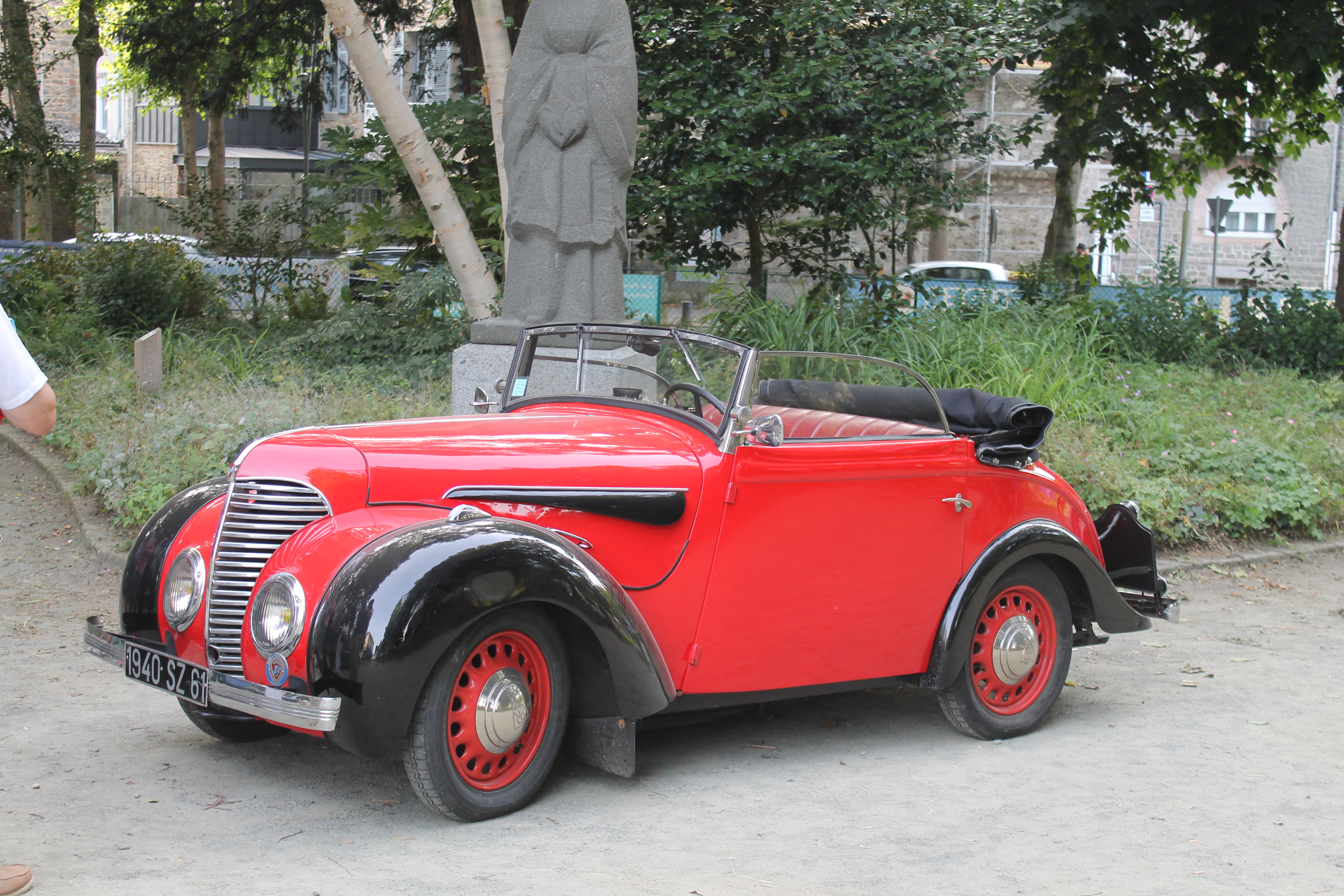
Un cabriolet d'après-guerre

| Base licence   | Modèle                 | Production | Production |
| Base licence   | Modèle                 | Début      | Fin        |
| Austin Seven   | LR2                    | 1928       | 1931       |
| Austin Seven   | LR4                    | 1931       | 1934       |
| Austin Seven   | LR6                    | 1932       | 1935       |
| Austin Seven   | LR62                   | 1932       | 1935       |
| Austin Seven   | LR63                   | 1932       | 1935       |
| Austin Seven   | LR44                   | 1933       | 1934       |
| Austin Seven   | LR45                   | 1933       | 1935       |
| Austin Seven   | LR47                   | 1933       | 1935       |
| Austin Seven   | LR49                   | 1933       | 1935       |
| Trumpf Adler   | LR500 Supertraction    | 1933       | 1935       |
| Austin Seven   | LR64                   | 1933       | 1935       |
| Austin Seven   | LR4N2 SuperCinq        | 1935       | 1939       |
| Austin Seven   | LR4RI SuperCinq        | 1935       | 1940       |
| Trumpf Adler   | LR505 Supertraction    | 1935       | 1937       |
| Austin Seven   | LR70 SuperSept         | 1937       | 1939       |
| Trumpf Adler   | LR539 Supertraction    | 1938       | 1940       |
| Trumpf Adler   | Super Trahuit          | 1946       | 1946       |
| Austin Seven   | Labor Pick-up          | 1950       | 1950       |
| Austin Seven   | Robor Fourgonnette     | 1950       | 1950       |
| Austin Seven   | Vivor break 3 portes   | 1950       | 1950       |
| Austin Seven   | Ariette Break 3 portes | 1951       | 1953       |
| Austin Seven   | Ariette Cabriolet      | 1951       | 1953       |
| Austin Seven   | Ariette Coach          | 1951       | 1953       |
| Austin Seven   | Artisane               | 1951       | 1953       |
| Austin Seven   | Labor Pick-up          | 1951       | 1951       |
| Austin Seven   | Robor Fourgonnette     | 1951       | 1951       |
| Austin Seven   | Vivor break 3 portes   | 1951       | 1951       |
| Austin Seven   | Sagaie Break 3 portes  | 1953       | 1954       |
| Austin Seven   | Sagaie Cabriolet       | 1953       | 1954       |
| Austin Seven   | Sagaie Coach           | 1953       | 1954       |
| Panhard Dyna X | Scarlette              | 1953       | 1953       |

Source Club Rosengart France.

### Modèles d'avant-guerre

#### Modèles LR2 et LR4

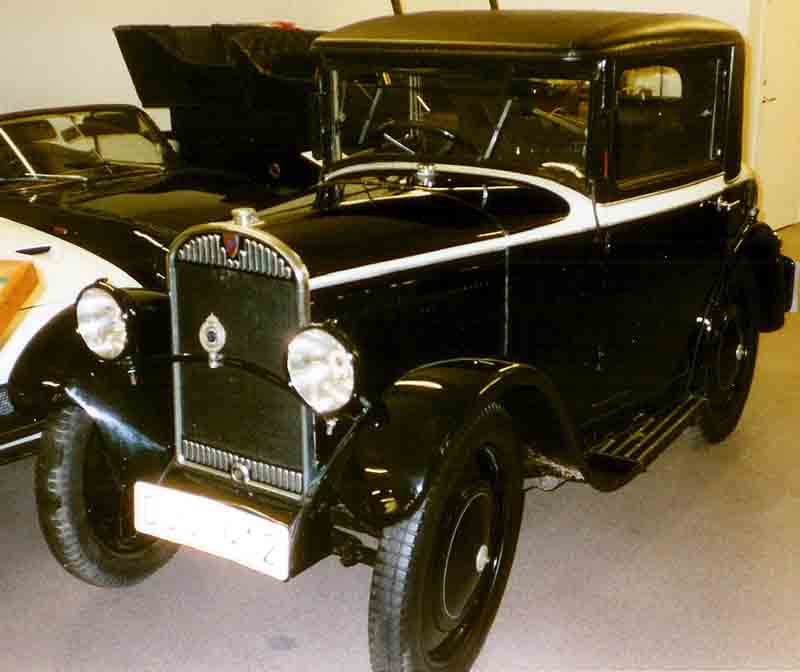
Rosengart LR2 coupé.

Les modèles LR2 et LR4 sont produits sous licence de l'anglaise Austin Seven : LR2 (1929) ; LR4 et ses dérivés (1930) ; LR6 (1932) ; LR500 (1933) ; LR4N2, dite « Super 5 » (1937).
Puis en 1938, c'est la Rosengart LR4N2 4CV, toujours sous licence Austin Seven, dont les caractéristiques principales sont : moteur quatre cylindres en ligne de 747 cm3, 19 ch à 3 800 tr/min, soupapes latérales ; allumage par batterie et bobine ; graissage par barbotage (absence de pompe à huile) ; refroidissement par thermosiphon ; essieu avant rigide ; boîte à trois rapports et marche arrière ; freins mécaniques sur les quatre roues ; longueur 3,53 m, largeur 1,27 m, poids 670 kg.

Modèles LR2 et LR4
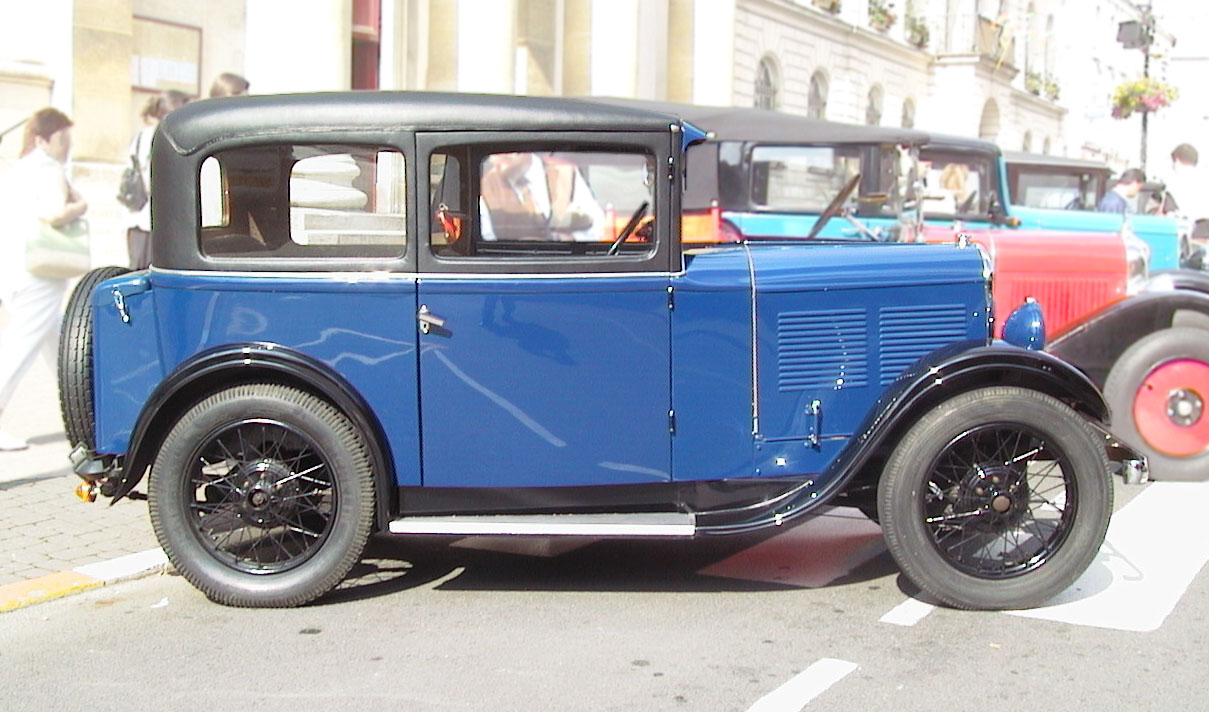
Rosengart LR4.
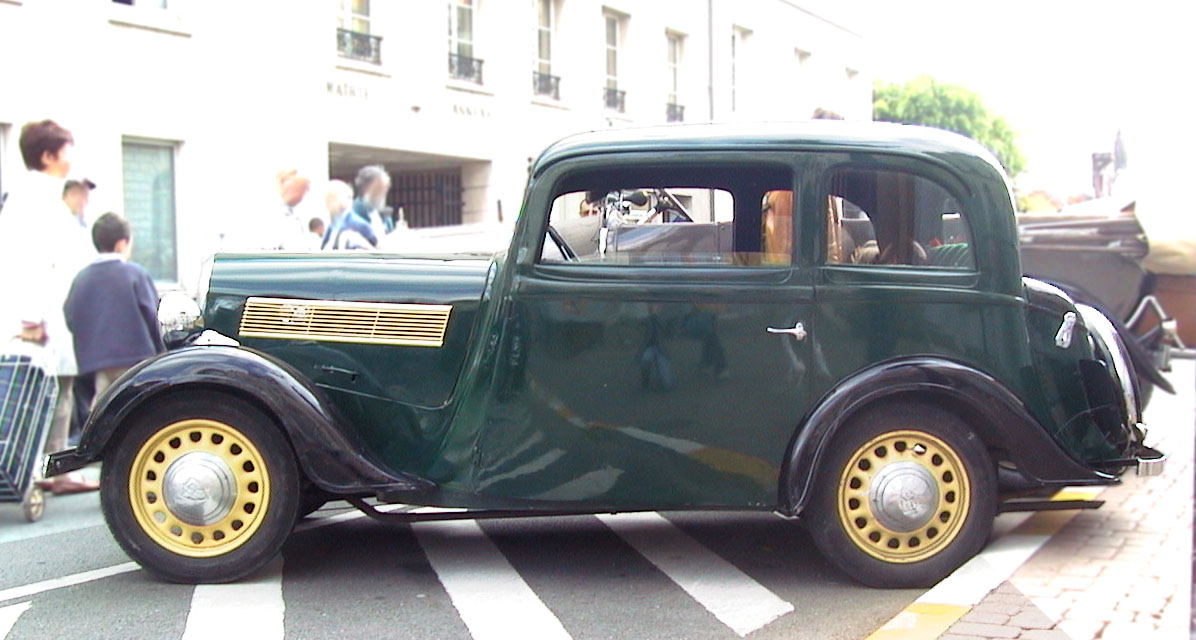
Rosengart LR4N2.
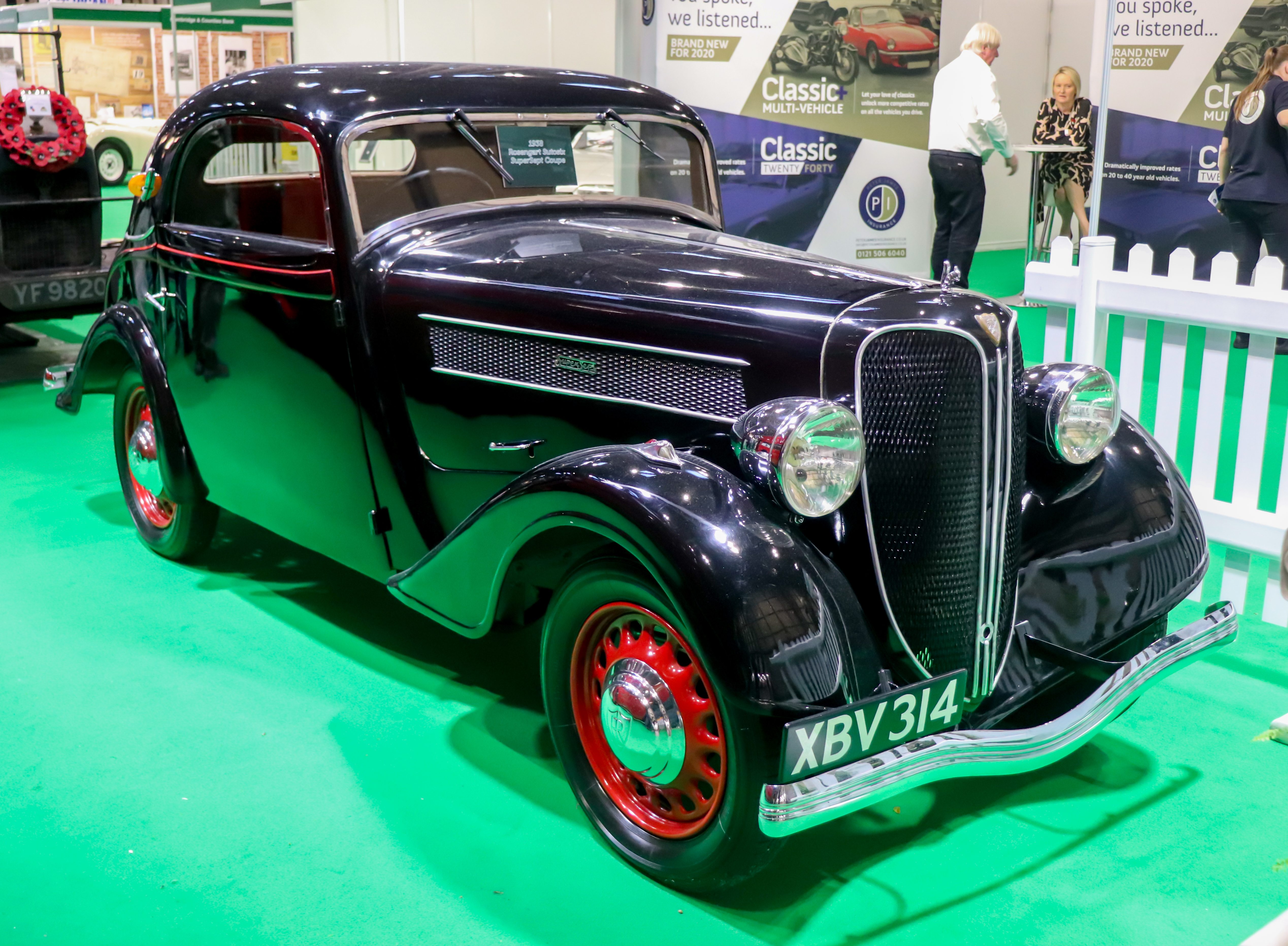
Rosengart Sutosix SuperSept Coupé 1.1, 1938

Modèles LR4 et moteur
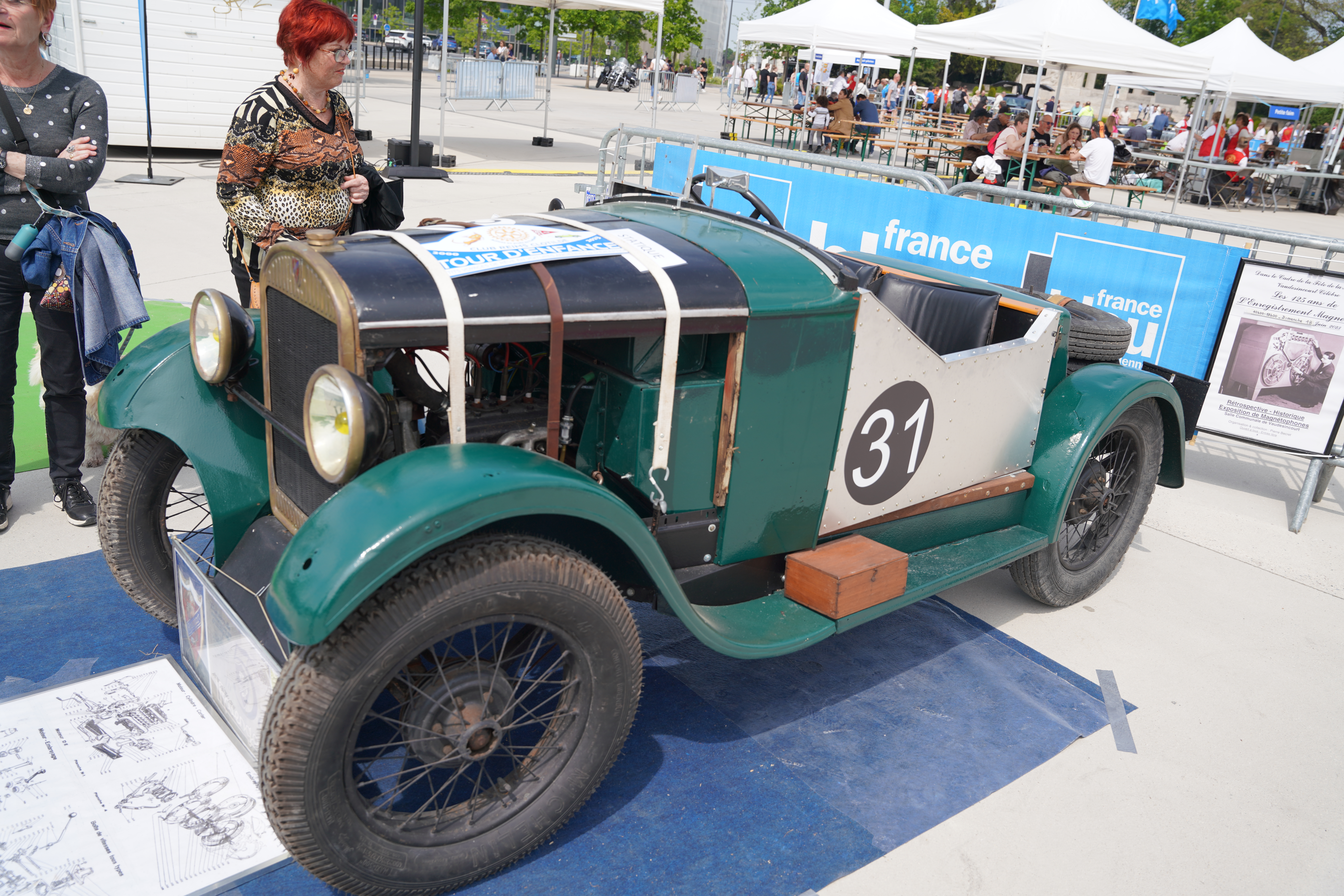
Rosengart LR4.
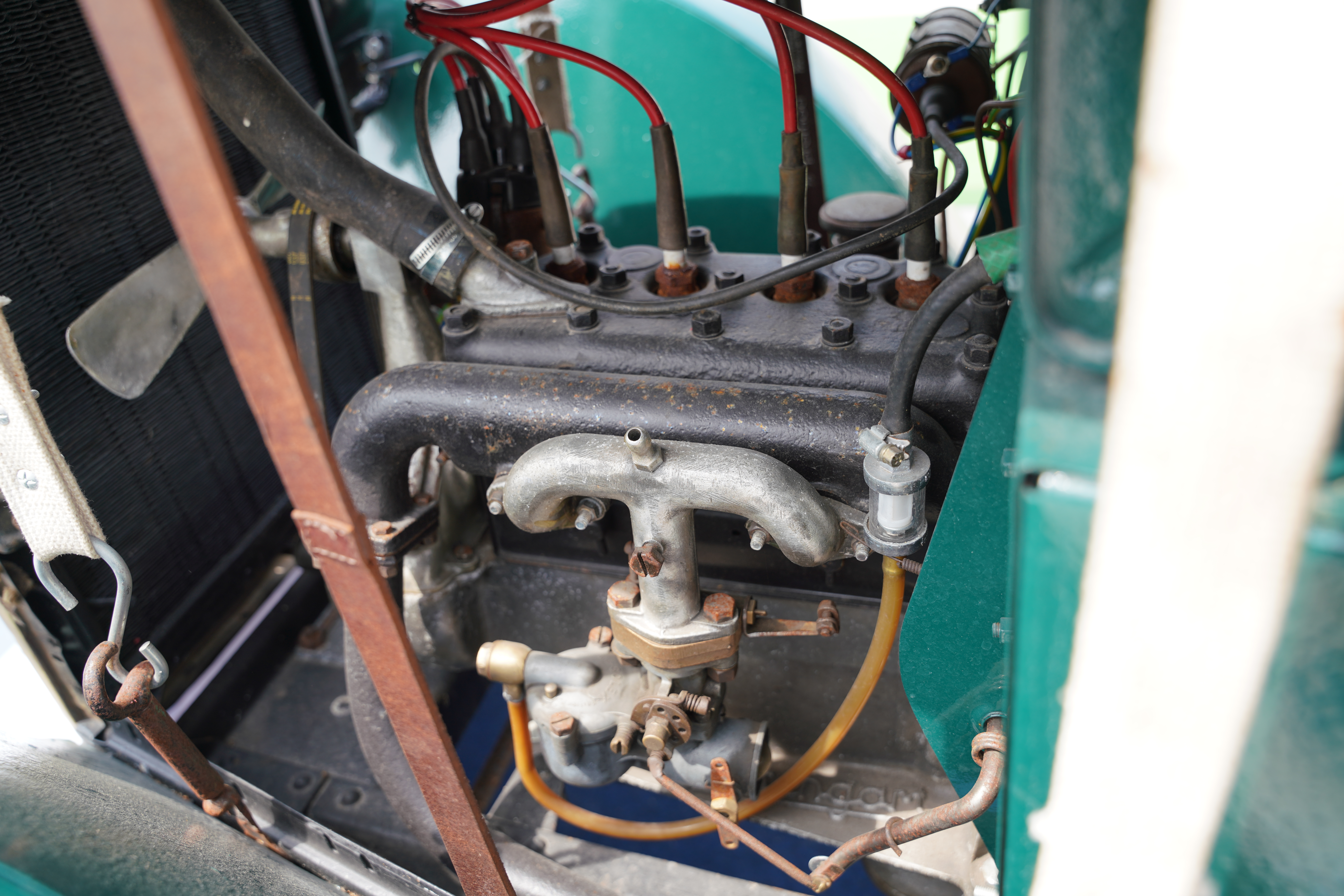
Son moteur.
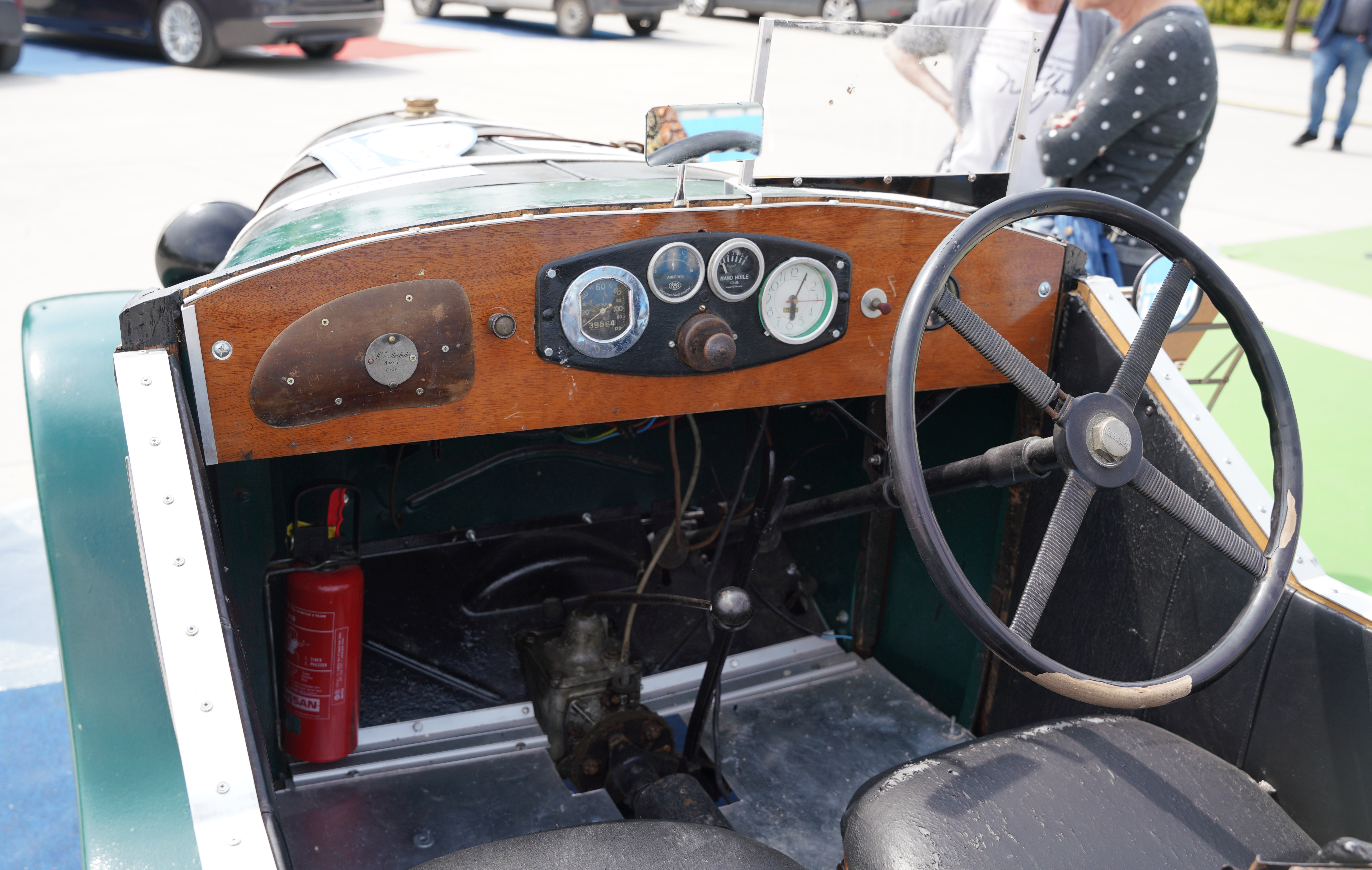
Son poste de pilotage.

#### Supertraction
La LR539 Supertraction est construite de 1938 à 1940 sur la base de l'allemande Adler Trumpf, dont Lucien Rosengart a acquis la licence. C'est une élégante traction avant à 2 portes, dont le moteur est le 4 cylindres Citroën 11 Perfo de la Citroën Traction Avant, 1911 cm³, 56 ch, boîte 3 vitesses, 120 km/h,.

Rosengart Supertraction
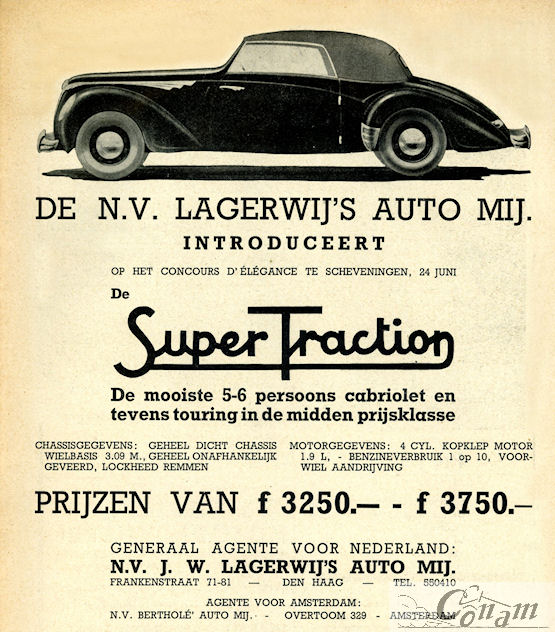
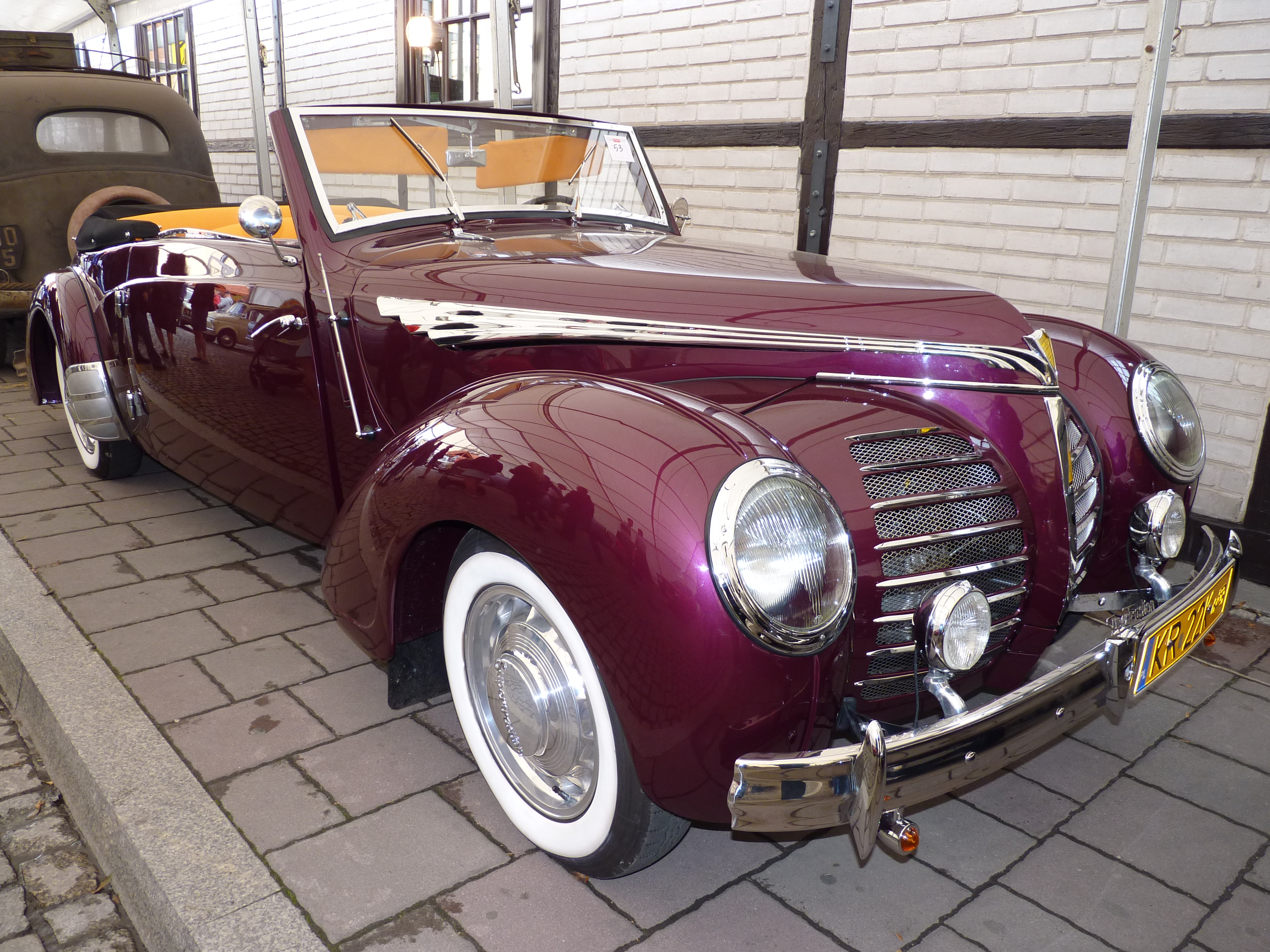
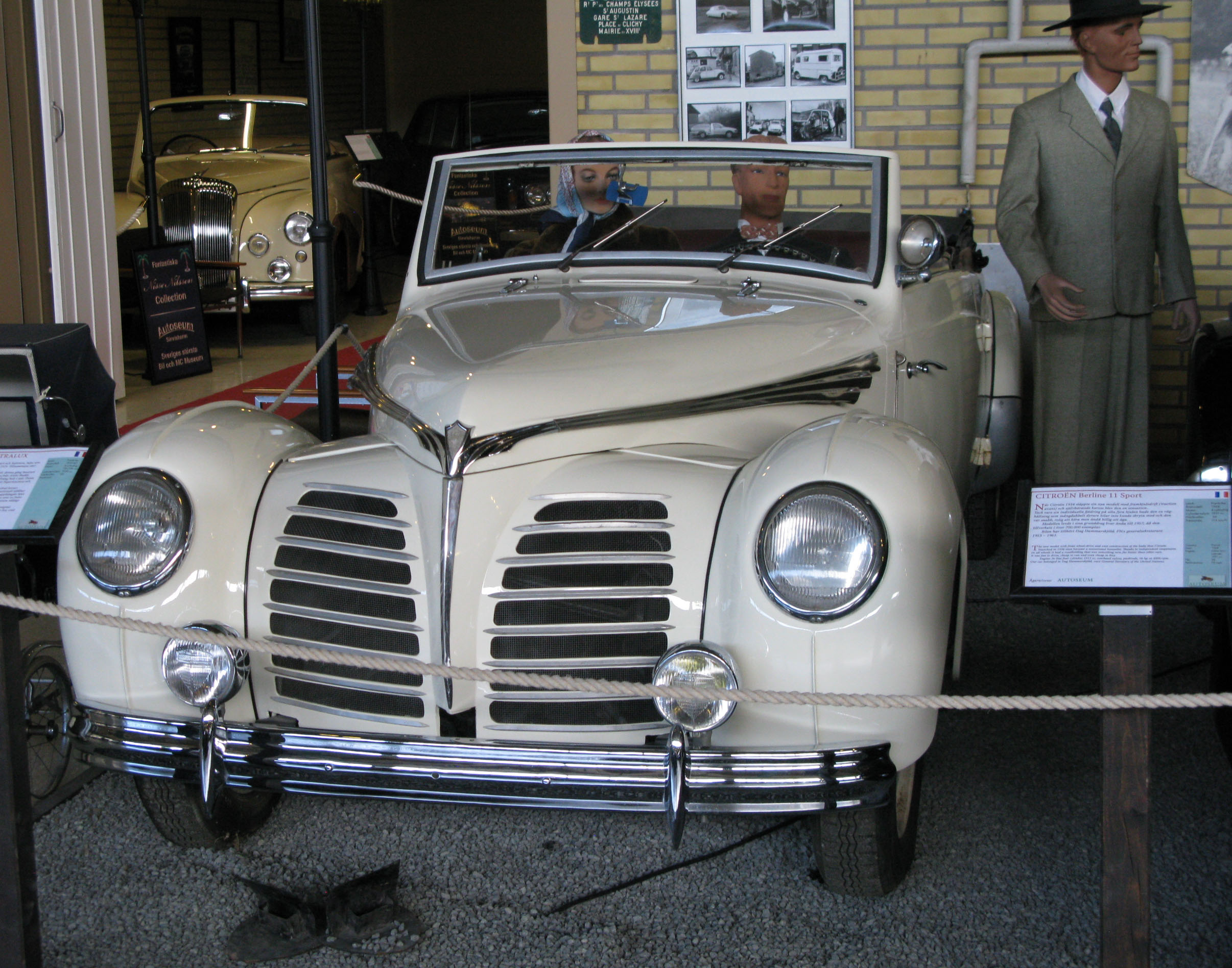
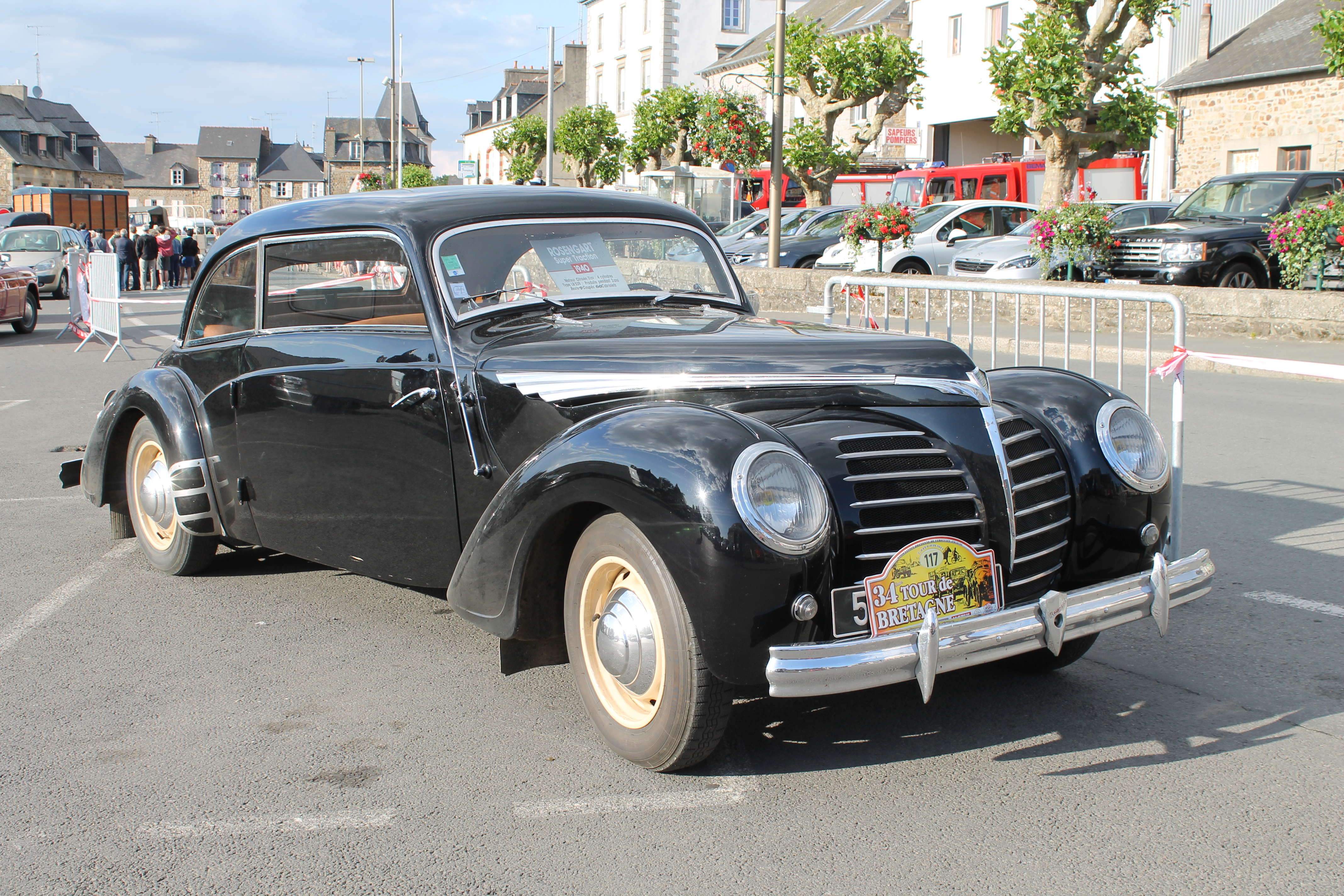

### Pendant la guerre

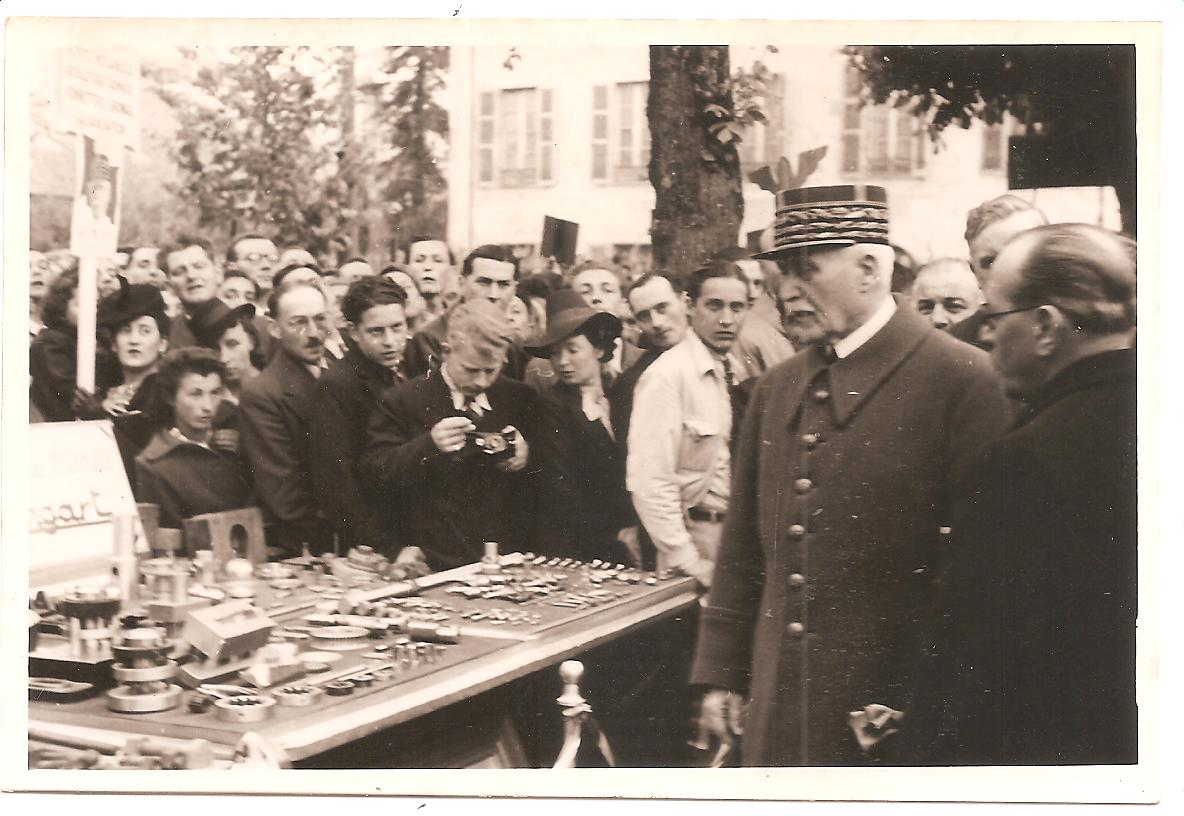
Exposition de pièces Rosengart passée en revue par Philippe Pétain en 1941 à Tarbes.

Certaines usines françaises seront réquisitionnées pour fabriquer des pièces pour les usines Rosengart, c'est le cas de l'usine Morane-Saulnier d'Ossun qui les exposa à Tarbes en 1941, lors du passage du chef de l'État français Philippe Pétain.

### Modèles d'après-guerre
- Supertrahuit (1948), à moteur V8 Mercury [5] ;
- Vivor (1950) ;
- Robor (1950) ;
- Labor (1950) ;
- Ariette (1951), fourgonnette (1952) et Artisane (1952) [6] ;
- Sagaie (1953) avec le moteur CEMEC-SEMO.
- Panhard / Rosengart Scarlette (1953)

Modèles d'après-guerre
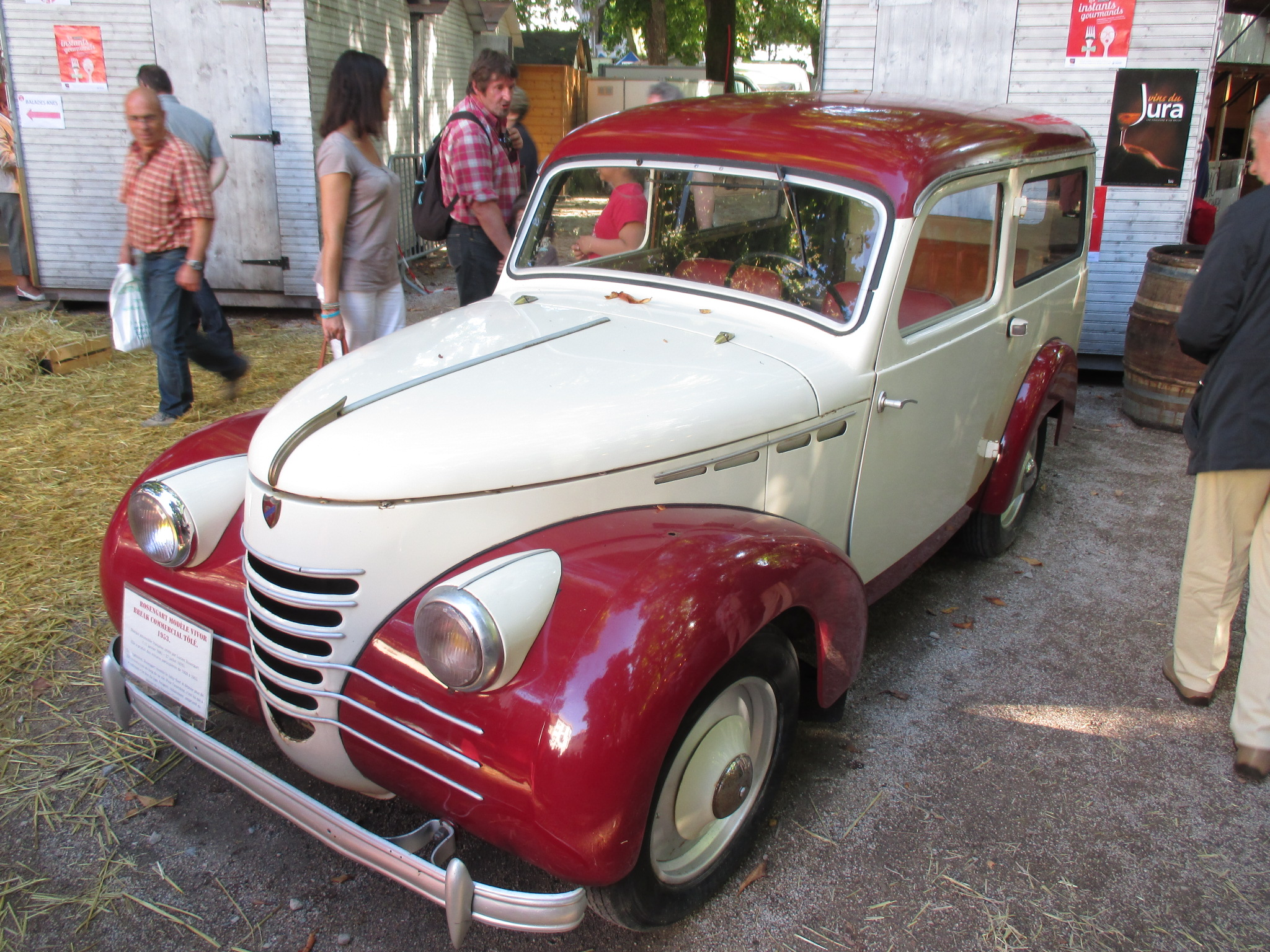
Rosengart Vivor, 1951.
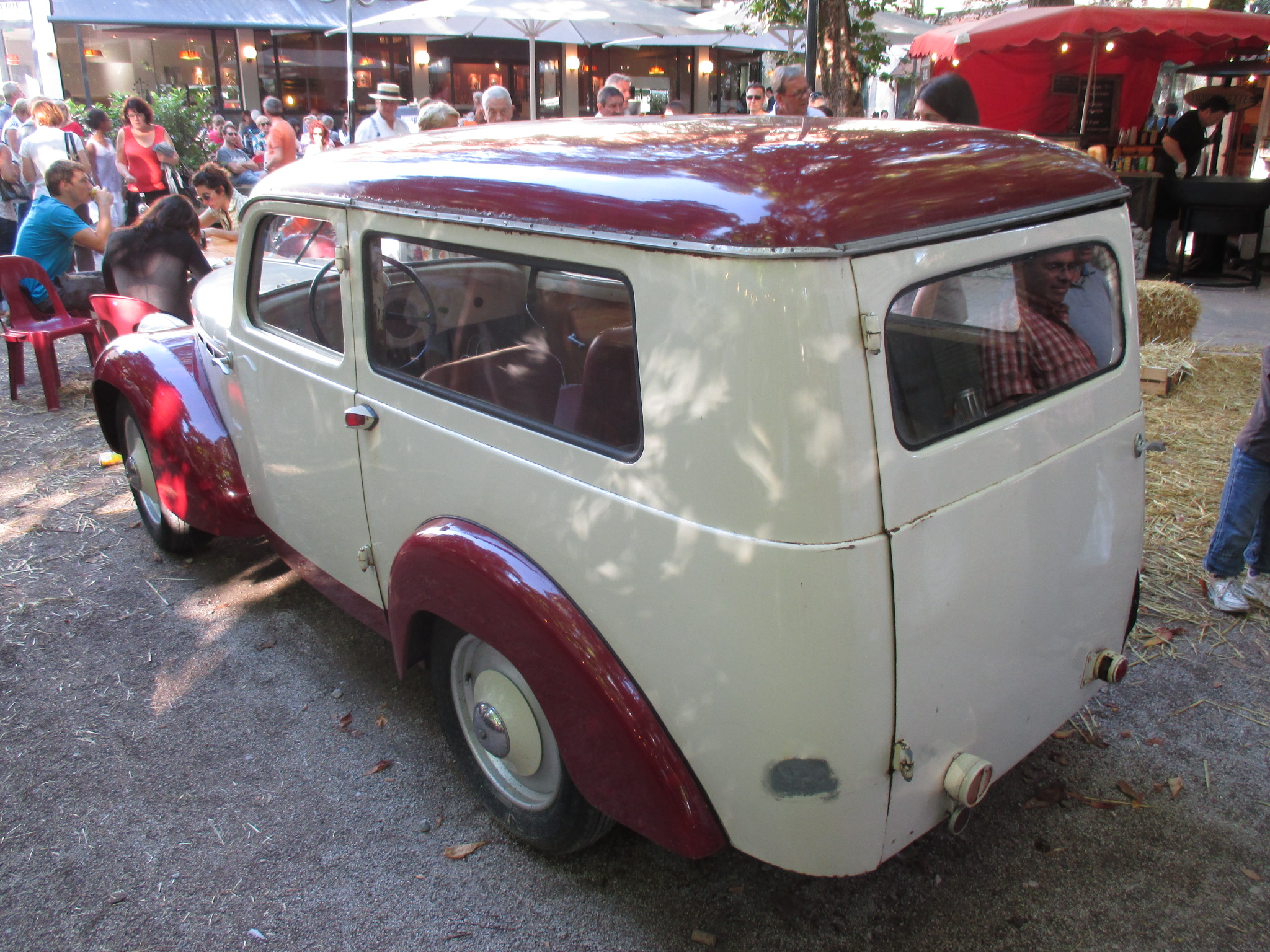
Rosengart Vivor, 1951.
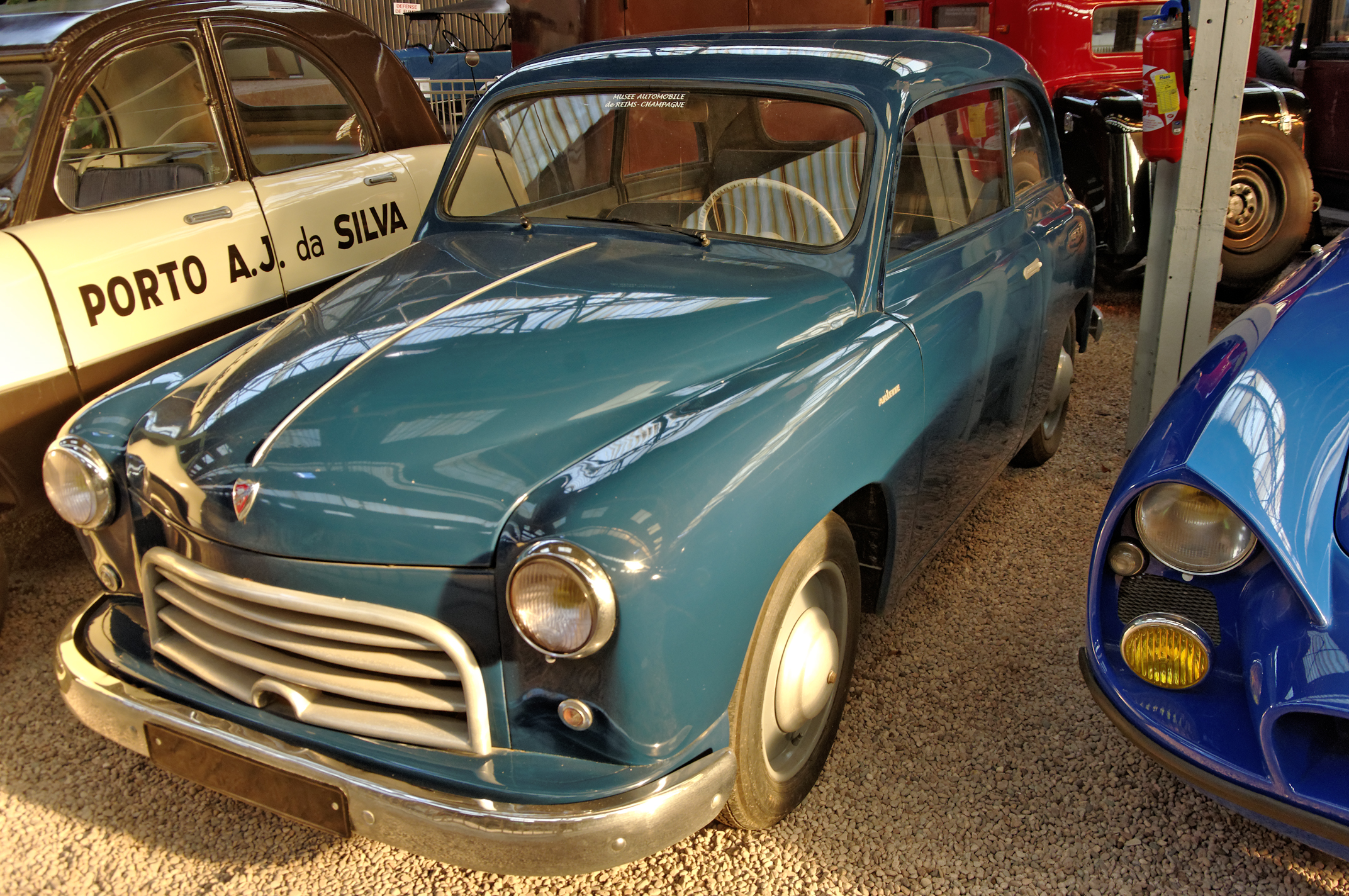
Rosengart Ariette, 1953.